# Kepler-18
Kepler-18 is een ster in het sterrenbeeld Zwaan (Cygnus). De ster is van het type G en heeft drie bevestigde exoplaneten. De ster is bijna even groot als de Zon en ligt op een afstand van 1367 lichtjaar.

## Planetenstelsel
Het planetenstelsel van de ster werd ontdekt door de Kepler-ruimtetelescoop van NASA en bevestigd in 2011. De planeten rond de ster werden gevonden door middel van transitiefotometrie en later bevestigd door andere methodes om exoplaneten te vinden. 
| Planeet | Massa         | Halve lange as (AE) | Omlooptijd (dagen) | Excentriciteit | Straal         |
| ------- | ------------- | ------------------- | ------------------ | -------------- | -------------- |
| b       | 6,9 ± 3,4 M⊕  | 0,0447 ± 0,0006     | 3,50               | —              | 2,00 ± 0,26 R⊕ |
| c       | 17,3 ± 1,9 M⊕ | 0,0752 ± 0,0011     | 7,64               | —              | 5,49 ± 0,22 R⊕ |
| d       | 16,4 ± 1,4 M⊕ | 0,1172 ± 0,0017     | 14,86              | —              | 6,98 ± 0,1 R⊕  |

## Afbeeldingen

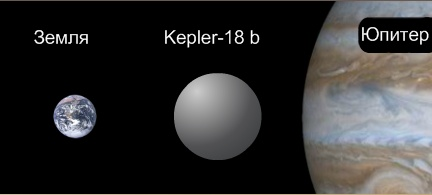
Kepler-18b vergeleken met de Aarde en Jupiter